# Quanhetou
Quanhetou (kinesiska: 泉河头镇, 泉河头) är en köping i Kina. Den ligger i provinsen Hebei, i den norra delen av landet, omkring 150 kilometer öster om huvudstaden Peking. Antalet invånare är 24 565. Befolkningen består av 12 076 kvinnor och 12 489 män. Barn under 15 år utgör 17,0 %, vuxna 15-64 år 72 %, och äldre över 65 år 10,0 %.
Genomsnittlig årsnederbörd är 846 millimeter. Den regnigaste månaden är augusti, med i genomsnitt 199 mm nederbörd, och den torraste är januari, med 2 mm nederbörd.